# 三池淵管弦楽団 (2018年)
三池淵管弦楽団（サムジヨンかんげんがくだん、朝: 삼지연관현악단）は朝鮮民主主義人民共和国の楽団である。

## 楽団の韓国訪問

### 芸術団派遣
朝鮮労働党の金正恩委員長が2018年の新年の辞において2018年平昌オリンピックへの代表団の派遣について言及し、北南関係の改善に前向きな姿勢を表明した。それを受けて1月9日に板門店の「平和の家」で行われた南北高官級（閣僚級）会談において北朝鮮側は、選手団などの派遣とともに、北南交流の一環として芸術団の派遣を受け入れるよう韓国側に要請し、合意を得た。
1月15日に板門店の「統一閣」で南北局長級実務協議が行われ、北朝鮮側は文化省芸術公演運営局長の権赫奉（クォン・ヒョクポン）、「管弦楽団団長」の玄松月（ヒョン・ソンウォル）、「管弦楽団行政副団長」のキム・スノ(スンホ)、「芸術団舞台監督」の安正浩（アン・ジョンホ）が出席した（当初の通告では「管弦楽団指揮者」のユン・ボムジュが提示されたが、安正浩に変更）。この協議で140名規模の芸術団を派遣し、江原道江陵市とソウル特別市で1回ずつ公演を行うことに合意した。そこで「三池淵管弦楽団」という芸術団名が明かされた。
北朝鮮側は1月19日に「芸術団派遣に向けた7名の事前点検団（北朝鮮側の名称は現地了解団）を1月20日に派遣する」と通告したが、夜に急遽取りやめ、1日遅れの1月21日に韓国入りした。訪問は1泊2日で行われ、玄松月のいるこの事前点検団に国内外から多くの報道陣が詰めかけ、1月22日午前にはソウル駅前でそれに反対するデモが行われた。

### 韓国入り
2月5日にキム・スノ率いる23名の芸術団の先発隊が陸路で韓国入りし、事前準備を行った。同日に芸術団（楽団）の本隊が平壌駅を出発し、翌日に朝鮮中央通信などが報道した。2月6日に元山港から出航したと見られる万景峰92号が夕方江原道東海市の墨湖港に到着した。墨湖港でもそれに反対するデモが行われた。

### 公演開催と帰還
2月8日に江陵市の江陵アートセンター・師任堂（サイムダン）ホール、2月11日にソウル特別市の国立劇場・ヘオルム（日の出）劇場において「2018平昌冬季オリンピック・パラリンピック成功祈願 三池淵管弦楽団特別公演」が行われた。公演では北朝鮮の歌に加えて韓国の歌や、世界各国の音楽のメドレーも演じられた。ソウル公演では、団長の玄松月が自ら舞台に立ち、普天堡電子楽団所属歌手の時期に自身の持ち歌として歌った「白頭と漢拏は我が祖国」《백두와 한나는 내 조국》を披露した。
2月12日に陸路で韓国を出発し、同日平壌に到着した。金正恩が帰還した三池淵管弦楽団の幹部・メンバーらと面会し、記念写真を撮影したことを朝鮮中央通信などが2月13日付で報道した。
2月16日に平壌市の万寿台芸術劇場で帰還公演が行われた。

## 楽団の構成
韓国の公演では、既存の万寿台芸術団三池淵楽団を中心とし、牡丹峰楽団・青峰楽団・功勲国家合唱団・万寿台芸術団などの芸術人（演奏家・歌手など）から選抜されたメンバーで構成された。歌手は青峰楽団を中心とするメンバーが担当した。

## 幹部・メンバー

### 幹部
- 総団長：権赫奉（中国語版、朝鮮語版）（クォン・ヒョクポン、권혁봉） 文化省芸術公演運営局長。
- 団長：玄松月（ヒョン・ソンウォル、현송월） 牡丹峰楽団団長、朝鮮労働党中央委員会委員。
- 行政副団長：キム・スノ(スンホ)（김순호）
- 舞台監督：安正浩（アン・ジョンホ、안정호） 労力英雄、人民芸術家。牡丹峰楽団創作室副室長。
- 声楽課長：チャン・ジョンエ（장정애） 功勲芸術家。牡丹峰楽団副団長を歴任。2015年に行われた功勲国家合唱団・青峰楽団のモスクワ公演では青峰楽団の歌手らと同行。現在の役職は不明。
- 役職不明：金鶴順（キム・ハクスン、김학순） 功勲俳優。元万寿台芸術団女声重唱組歌手。銀河水管弦楽団の公演などで運営幹部を務めた。

など。

### 指揮者
- 張龍植（朝鮮語版） （チャン・リョンシク、장룡식） 人民芸術家。功勲国家合唱団団長兼首席指揮者、朝鮮労働党中央委員会候補委員。
- ユン・ボムジュ（윤범주） 人民芸術家。元銀河水管弦楽団指揮者。その後功勲国家合唱団の公演で指揮した。

### 演奏家
- チェ・ソンイル（최성일） 楽長。功勲国家合唱団所属。2018年4月の南北合同公演時の首席ヴァイオリン奏者。
- ウ・ヘヨン（우혜영） 万寿台芸術団三池淵楽団所属。2018年2月の韓国訪問時の首席ヴァイオリン奏者。
- ペク・ヒョニ(ヒョンヒ)（백현희） 青峰楽団所属。ヴァイオリン。
- キム・スミョン（김수명） 功勲俳優。青峰楽団所属（楽長を務めた）。ヴァイオリン。
- パク・ミョンジン（박명진） 青峰楽団所属。ヴァイオリン。
- キム・ウナ(ウンハ)（김은하）（＊推定） 牡丹峰楽団 → 王在山芸術団所属。ヴァイオリン。
- リ・ヘソン（리혜성） 王在山芸術団所属。ヴァイオリン・電気ヴァイオリン。牡丹峰電子楽団と兼務と見られる。
- ソ・グクソン（서국성） 青峰楽団所属。ヴィオラ。
- ヨン・ジナ（연진아） 万寿台芸術団三池淵楽団所属。チェロ。
- チュ・リョノク（주련옥） チェロ。
- ユ・ウンジョン（유은정） 牡丹峰楽団所属。チェロ。
- チョン・ウンギョン（정은경） 功勲国家合唱団所属。コントラバス。
- 名前不明（男性） 青峰楽団所属。トロンボーン。
- ハン・ウンビョル（한은별） 功勲国家合唱団所属。ピッコロ。
- 名前不明（男性） 青峰楽団所属。クラリネット。
- ソヌ・ジョンヒョク（선우정혁） 功勲国家合唱団所属。サクソフォーン。2016年12月28日の牡丹峰楽団・功勲国家合唱団の合同公演で一度だけ牡丹峰楽団の男性メンバーとして出演。
- 名前不明（男性） 青峰楽団所属。シンセサイザー。
- ヨ・シム（여심） 青峰楽団所属。ピアノ。
- 名前不明（女性） 青峰楽団所属。ギター。
- 名前不明（女性） 青峰楽団 → 牡丹峰楽団所属。ベース。
- リ・ヒョクチョル（리혁철） 青峰楽団所属。ドラムス。歌唱も担当。
- ホン・ユンミ（홍윤미） ドラムス。
- チェ・ヘリム（최혜림） 青峰楽団所属。パーカッション。

など。

### 歌手
- キム・オクチュ（김옥주） 青峰楽団・牡丹峰楽団所属。
- キム・ソンシム（김성심） 青峰楽団所属。
- キム・ジュヒャン（김주향） 青峰楽団所属。
- キム・チョン（김청） 青峰楽団所属。
- ソン・ヨン（송영） 青峰楽団所属。
- リ・スギョン（리수경） 青峰楽団所属（＊牡丹峰楽団所属の同姓同名の歌手とは別人）。
- ロ・ギョンミ（로경미） 青峰楽団所属。
- クォン・ヒャンリム(ヒャンニム)（권향림） 青峰楽団所属（＊推定）。